# 卡伊·卡茨米雷克
卡伊·卡茨米雷克（德語：Kai Kazmirek，1991年1月28日—）生于托尔高，是一名参加十项全能比赛的德国田径运动员。他拥有着8580分的个人最好成绩，以及6173分的室内七项全能的个人最好成绩。他是LG Rhein-Wied田径俱乐部的成员。